# FC Olimpik Donetsk

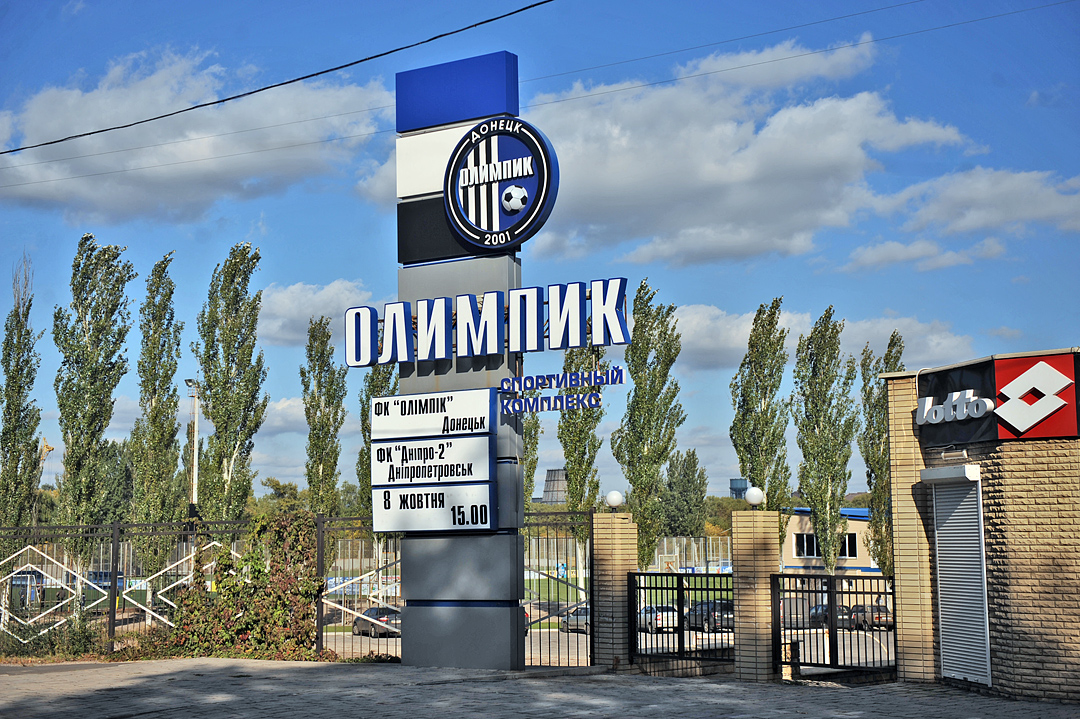
Entrada al Stadion SK Olimpik.

El FC Olimpik Donetsk (en ucraniano: Футболь клуб «Олімпік» Донецьк, romanizado: Futbol' klub "Olimpik" Donetsk) es un club de fútbol profesional de Ucrania con sede en la ciudad de Donetsk. Actualmente juega en la Primera Liga de Ucrania.

## Historia
El club fue formado en agosto de 2001 con motivos de fomentar la cultura del fútbol en la región. El club tiene varias categorías inferiores integradas por niños y jóvenes entre los 6 y los 19 años, de los cuales el primer equipo se abastece. El equipo inició en competiciones profesionales en la temporada 2004/05 en la Druha Liha, en la temporada 2010/11 finalizó 1° y fue promovido a la Persha Liha. El equipo juega como local en el estadio SK Olimpik construido en el año 2003.
En la temporada 2013/14 el equipo jugó en la Persha Liha y finalizó en primer lugar, consiguiendo una plaza para jugar en la Liga Premier durante la temporada 2014/15.

## Datos del club
- Temporadas Jugadas: 10.
  - Temporadas en Segunda División: 2.
  - Temporadas en Tercera División: 7.
- Participaciones en Copa de Ucrania: 10.
- Mayor goleada a favor: FC Olimpik Donetsk 6:0 FC Poltava (2007/08)
- Mayor goleada en contra: FC Illichivets 6:1 FC Olimpik Donetsk (2004/05)

## Uniforme
| 2013/2014 | 2013/2014   | 2013/2014 | 2013/2014 | 2013/2014 | 2013/2014 |
| --------- | ----------- | --------- | --------- | --------- | --------- |
| Titular   | Alternativo |           |           |           |           |
|           |             |           |           |           |           |
| Puma      |             |           |           |           |           |

## Palmarés
El equipo comenzó a competir profesionalmente en la temporada 2004/05 y desde entonces su título más importante es la obtención del ascenso a la Liga Premier al final de la temporada 2013/14.
| Competición | Títulos (Temporadas) |
| ----------- | -------------------- |
| Persha Liha | 1 (2013/14)          |
| Druha Liha  | 1 (2010/11)          |

## Participación en competiciones de la UEFA
| Temporada | Torneo             | Ronda             | Club    | Casa | Visita | Global |
| --------- | ------------------ | ----------------- | ------- | ---- | ------ | ------ |
| 2017–18   | UEFA Europa League | 3ª Clasificatoria | PAOK FC | 1–1  | 0–2    | 1–3    |